# Gigantoraptor
Gigantoraptor és un gènere de dinosaures oviraptorosaurians que visqué fa 85 milions d'anys, durant el Cretaci superior. Fou descobert l'any 2005 al llac salat d'Iren Dabasu a la Mongòlia Interior. Xu et al. descobriren que comparteix un avantpassat comú amb l'Oviraptor i que pertany a la mateixa família. En comparació, emperò, el Gigantoraptor era molt més gros; unes 35 vegades més que el seu parent proper, el Caudipteryx. Amb vuit metres de longitud i un pes d'1,4 tones, té una longitud i un pes molt superiors a l'oviraptorosaure més gros conegut fins aleshores, el Citipati.
Les semblances als ocells inclouen trets anatòmics com ara un bec en lloc de mandíbules dentades. No es veu evidència directa de plomes a l'esquelet, però els científics n'inferiren la presència, ja que el Gigantoraptor es troba dins un grup amb plomes. Molts dels dinosaures amb plomes trobats fins ara són petits; tanmateix, els indicis suggereixen que altres grans oviraptòrids com el Citipati tenien plomes amb quasi total seguretat.
La dieta animal en roman un misteri. Tot i que es creu que alguns oviraptorosaures com el Caudipteryx o Incisivosaurus eren principalment herbívors, el Gigantoraptor tenia unes potes posteriors amb unes proporcions que permetien moviments ràpids (i probablement era més àgil que el pesant tiranosaure) i grans urpes, una combinació que no se sol trobar en herbívors d'aquesta mida.

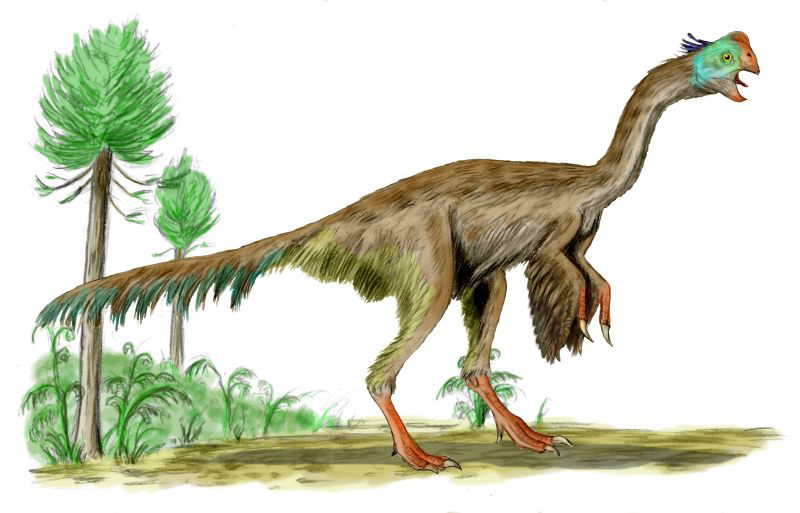
Recreació artística

L'únic espècimen conegut són les restes incompletes i dissociades d'un únic exemplar que morí a una edat d'uns onze anys (coneguda per mitjà de les línies de creixement dels ossos de les cames), que potser encara no era adult. El descobriment quedà enregistrat en vídeo: Xu Xing estava recreant el descobriment d'un sauròpode per a un documental japonès. Quan tragué la pols i la terra de l'os, s'adonà que no era un sauròpode, sinó un teròpode inidentificable de dimensions comparables a l'Albertosaurus.